# Matematisk analys
Matematisk analys är den del av matematiken som behandlar gränsvärden, huvudsakligen derivator och integraler, och har ofta ett fokus på funktioner av reella eller komplexa variabler. Vid sidan av algebran och geometrin kan den ses som en av matematikens huvudgrenar. Den matematiska analysen utvecklades främst av Arkimedes, Leibniz och Newton, med bidrag av Euler, Cauchy, Fourier och många andra. Motiv bakom analysens utveckling var att lösa geometriska problem, t.ex. att finna en given kurvas tangent, och att lösa fysikaliska problem, ofta i form av differentialekvationer.
Den matematiska analysen utgörs huvudsakligen av två områden:
- Differentialkalkylen, som handlar om att finna den ögonblickliga hastigheten (derivatan) av en funktions värde i förhållande till dess argument. En annan tillämpning av differentialkalkylen är Newtons metod, en algoritm för att hitta en funktions nollställe genom att approximera funktionen med hjälp av dess tangent. Fermat beskrivs ibland som differentialkalkylens fader.

- Integralkalkylen, som studerar metoder för att finna integralen av en funktion. En integral kan definieras som det matematiska gränsvärdet av en summa av termer som motsvarar arean mellan grafen av en funktion och axeln för variabeln som används som argument. Integration låter oss beräkna arean under en kurva och volymen samt arean hos en tredimensionell kropp som ett klot eller en kon.

Analysens fundamentalsats innebär, i viss mening, att derivering och integration är omvända operationer. Denna insikt hos främst Newton och Leibniz ledde till en mycket snabb utveckling av analysen när deras arbeten blev kända. Sambandet mellan derivata och integraler gör det möjligt att beräkna den totala förändringen i en funktion genom att integrera dess ögonblickliga förändringshastighet. Fundamentalsatsen gör det också möjligt att beräkna många integraler algebraiskt, utan att behöva använda gränsvärden, genom att hitta deras primitiva funktion. Den låter oss också lösa differentialekvationer, ekvationer som relaterar en okänd funktion med dess derivator. Differentialekvationer uppträder så gott som överallt inom vetenskapen, men kanske särskilt mycket inom fysik.
Bland den matematiska analysens fundament finns funktionsbegreppet, gränsvärden, oändliga talföljder, serier, och kontinuitet. Bland de verktyg som används återfinns symbolbehandlingen inom elementär algebra och induktion.
Den matematiska analysen har utvecklats till differentialekvationer, vektoranalys, variationskalkyl, komplex analys och differentialtopologi. Modern matematisk analys är känd som reell analys, och utgörs av rigorösa härledningar av analysens resultat samt generaliseringar såsom måtteori och funktionalanalys.